# 櫨山裕子
櫨山 裕子（はぜやま ひろこ、1960年 - ）は、日本テレビ放送網所属で現在はコンテンツ制作局・局長待遇ゼネラルプロデューサー。

## 経歴
鹿児島県出身。鹿児島県立鶴丸高等学校卒業後、東京女子大学社会学部に入学して上京。大学在学中は4年間演劇のスタッフをした。卒業後、1983年に日本テレビ入社。バラエティ番組や音楽番組のADを担当し、1989年に『鶴ちゃんのプッツン5』のディレクターに昇格。1994年にドラマ制作部に異動。以後、数多くのテレビドラマをプロデュースしている。『金田一少年の事件簿』のプロデュースを皮切りに、堤幸彦とのタッグで「土9」ドラマを日テレの看板枠に押し上げ、『銀狼怪奇ファイル』『サイコメトラーEIJI』『ぼくらの勇気 未満都市』などジャニーズ主演ドラマをヒットさせた。2000年代以降は『anego[アネゴ]』『ハケンの品格』など、働く女性にスポットをあてたドラマをプロデュースした。
以前は、日本テレビ放送網編成局制作センタードラマ制作担当副部長兼編成局（2006年1月からは、制作局）プロデューサー、ドラマ局チーフプロデューサー、制作局ドラマ制作部長、制作局プロデューサー兼SCC（シニア・チーフ・クリエイター）を務めた。
2009年7月よりドラマ局チーフプロデューサー。2010年7月よりドラマ局シニアチーフクリエイター。2011年7月制作局ドラマセンターに改称。2015年6月制作局専門局次長兼務、2017年6月制作局専門局長兼ドラマ担当統括プロデューサー。2018年6月より情報・制作局長待遇ストックコンテンツセンターゼネラルプロデューサー、2019年5月31日をもってストックコンテンツセンターが廃止になった。

## 作品

### ドラマ

#### プロデューサー
- 引っ越せますか（1993年）
- おれはO型・牡羊座（1994年）
- 金田一少年の事件簿
  - 堂本剛版（1995年 / 1996年）
  - 山田涼介版（2013年 / 2014年）
  - 道枝駿佑版（2022年）
- 銀狼怪奇ファイル（1996年）
- サイコメトラーEIJI（1997年 / 1999年 / SP 2000年）
- ぼくらの勇気 未満都市（1997年 / SP 2017年）
- ハルモニア この愛の涯て（1998年）
- 新・俺たちの旅 Ver.1999（1999年）
- 24時間テレビ ドラマスペシャル『最後の夏休み』（2001年）
- 東京ぬけ道ガール（2002年）
- 24時間テレビ ドラマスペシャル『父さんの夏祭り』（2002年）
- リモート（2002年）
- 24時間テレビ ドラマスペシャル『ふたり 私たちが選んだ道』（2003年）
- 初恋.com（2003年）
- 光とともに…〜自閉症児を抱えて〜（2004年）
- サボテン・ジャーニー（2004年）
- Xmasなんて大嫌い（2004年）
- anego[アネゴ]（2005年 / SP 2005年）
- 神はサイコロを振らない（2006年）
- 24時間テレビ ドラマスペシャル『ユウキ』（2006年）
- ハケンの品格（2007年 / 2020年）
- ホタルノヒカリ（2007年）
- 貧乏男子 ボンビーメン（2008年）
- 先生はエライっ!（2008年）
- おせん（2008年）
- スクラップ・ティーチャー〜教師再生〜（2008年）
- 働くゴン!（2009年）
- シェアハウスの恋人（2013年）
- きょうは会社休みます。（2014年）
- 24時間テレビ ドラマスペシャル『母さん、俺は大丈夫』（2015年）
- 刑事バレリーノ（2016年）
- 世界一難しい恋（2016年）
- 24時間テレビ ドラマスペシャル『盲目のヨシノリ先生〜光を失って心が見えた〜』（2016年）※協力プロデューサー
- 母になる（2017年）
- もみ消して冬〜わが家の問題なかったことに〜（2018年 / SP 2019年）
- ゼロ 一獲千金ゲーム（2018年）
- 恋の病と野郎組（2019年 / 2022年）
- 俺の話は長い（2019年 / SP 2025年）
- ＃リモラブ 〜普通の恋は邪道〜（2020年）
- 24時間テレビ ドラマスペシャル『生徒が人生をやり直せる学校』（2021年）
- すきすきワンワン!（2023年）
- コタツがない家（2023年）

#### チーフプロデューサー
- 赤鼻のセンセイ（2009年）
- 華麗なるスパイ（2009年）
- ギネ 産婦人科の女たち（2009年）
- サムライ・ハイスクール（2009年）
- 曲げられない女（2010年）
- 左目探偵EYE（SP 2009年 / 2010年）
- 怪物くん（2010年 / SP 2011年）
- デカ007（2010年）
- 離婚シンドローム（2010年）

#### シニアチーフクリエイター
- ホタルノヒカリ2（2010年）
- 24時間テレビ ドラマスペシャル『みぽりんのえくぼ』（2010年）
- Q10（キュート）（2010年）
- 黄金の豚-会計検査庁 特別調査課-（2010年）※プロデューサーと兼務
- 高校生レストラン（2011年）
- 妖怪人間ベム（2011年）
- ダーティ・ママ!（2012年）
- 理想の息子（2012年）
- 三毛猫ホームズの推理（2012年）

### 映画

#### プロデューサー
- 劇場版 金田一少年の事件簿 上海魚人伝説（1997年）
- 映画 ホタルノヒカリ（2012年）

#### エグゼクティブプロデューサー
- 映画 怪物くん（2011年）
- 映画 妖怪人間ベム（2012年）

### ディレクター
- 鶴ちゃんのプッツン5（1986年 - 1992年）